# Тиховский, Лев Лукьянович
Лев Лукья́нович Тихо́вский (1760 — 18 [30] января 1810; Ольгинский кордон, Кубань) — войсковой полковник Черноморского казачьего войска. Погиб в битве с горцами при защите казачьих селений.

## Биография
Лев Тиховский родился в семье полковника. 10 (22) апреля 1789 года казаком поступил на воинскую службу. В сентябре того же года во время в Русско-турецкой войны участвовал в штурме и взятии замка Хаджибей, а в следующем месяце уже был произведён в хорунжие. Также в том году принимал участие во взятии 27 октября (7 ноября) Аккерманской и 4 (15) ноября Бендерской крепостей. 11 (22) декабря 1790 года участвовал в штурме Измаила. В мае 1791 года был произведён в чин есаула. В 1796 году Тиховский принял участие в Персидском походе.
В дальнейшем Тиховский долгое время служил на Черноморской кордонной линии. Участвовал в многочисленных боях с закубанскими черкесами (адыгами) как на границе, так и в походах (репрессалиях) против них. В октябре 1804 года за отличие в сражении при Нагой горе Тиховский получил в награду из рук императора Александра I золотые часы. 3 (15) февраля 1809 года Тиховский был произведён в войсковые полковники. На тот момент командир 4-го конного Черноморского полка. Был назначен начальником Ольгинского кордона, входившего в состав 3-й части Черноморской кордонной линии.
18 (30) января 1810 года около 4 тысяч черкесов вторглись в российские пределы близ Ольгинского поста. Несмотря на многочисленность противника, миновавшего его пост с целью разорения именно казачьих селений, Тиховский с двумя сотнями казаков и одной 3-фунтовой пушкой вышел из кордона и сам атаковал горцев. В течение 4 часов Тиховский со своим отрядом сдерживал значительную их часть. Лишь после того как у казаков закончились боеприпасы, «горцы задавили своей огромною массою малочисленный казачий отряд». Сам Тиховский, как и почти весь его отряд, был изрублен горцами, которые после этого ушли обратно за Кубань.

## Память
- В честь Льва Тиховского назван — хутор Тиховский (ныне в Красноармейском районе Краснодарского края)[1].